# محمد بن الحسين الشيروي
محمد بن الحسين بن علي بن شيرويه بن علي بن الحسن الجنابذي تَاجِر و شيخ ومحدث وراوي للحديث من قرية كونابذ الَتي عُرِبَت فَقيل لها جنابذ من قهستان ورتبته ثقة وقال عنه عبد الغافر الفارسي : ( شيخ صالح مستور ثقة أمين ).

## شيوخه
- أحمد بن محمد بن عمران بن موسى بن عروة بن الجراح بن علي بن زيد بن بكر بن حريش النهشلي.
- حسن بن حمشاذ بن سختويه بن نصر أبو محمد التميمي.
- محمد بن عبد الرحمن بن العباس بن عبد الرحمن بن زكريا.

## تلاميذه
- أحمد بن الحسين بن علي بن عبد الله بن موسى البيهقي.
- أبو بكر عبد الغفار بن محمد الشيروي.